# جان سالیسبوری
جان سالیسبوری (انگلیسی: John Salisbury؛ زادهٔ ۲۶ ژانویهٔ ۱۹۳۴) ورزشکار دو و میدانی اهل بریتانیا است.